# Charidotella incerta
Charidotella incerta es un coleóptero de la familia Chrysomelidae, que pertenece al subgénero Xenocassis. 
El subgénero Xenocassis se caracteriza por tener el cuerpo ovalado, el pronoto con una quilla mediana, las antenas con el primer segmento alargado y los élitros con una banda transversal oscura 
Esta especie se distribuye en Brasil, en los estados de Minas Gerais, Rio de Janeiro y São Paulo.
Se han registrado ejemplares de esta especie en el Museo de Historia Natural de Londres (BMNH) y en la Colección Entomológica de la Universidad de São Paulo (CEUSP).
Fue descrita científicamente en 1855 por Boheman.